# Gimel
Gimel (hebrejsky גִמֶל, גימל‎), podoba ג, je třetí písmeno hebrejského písma. Vychází z fénického písma, kde jej představuje stejnojmenné písmeno 𐤂, a ze kterého je odvozená řecká gama (Γγ). Obvykle se vyslovuje jako [g].
Slovo gimel (dnes spíše užívaný výraz gamal) znamená v hebrejštině doslova „velbloud“. V tradiční hebrejštině se písmeno gimel vykládá jako písmeno ו (vav), který hlídá svého menšího druha י (jód). Gimel je tedy vykládán jako pomoc jednoho člověka druhému.

## Zvuková podoba
V hebrejštině se obvykle čte jako znělá velární ploziva [g] (IPA 110), původně též jako znělá velární frikativa [ɣ] (znělé [ch]), přičemž plozivní výslovnost se při užití nikudu označuje dagešem (tečkou ּּגּ), frikativní vzácně může být označena pomocí rafe: ֿֿג. V moderním úzu se rozdíl stírá a obě varianty se vyslovují plozivně; povědomí o dvojí výslovnosti však přetrvává formou zařazení písmene gimel do kategorie písmen s dvojí výslovností.
V cizích a přejatých slovech je možno použít gimel s gerešem ג׳, který vyjadřuje hlásku „dž“ (IPA: [d͡ʒ] znělá postalveolární frikativa), např. ג׳ז - „džez“).
V jidiš se čte jako znělá velární ploziva [g]. Varianta s gerešem se nepoužívá, hláska [d͡ʒ] se zapisuje spřežkou דזש.

## Místo v systému hebrejských číslic
V systému hebrejských číslic má číselný význam odpovídající naší číslici 3. V plné gematrii má gimel hodnotu 83.

## Význam v matematice
Funkce gimel je pojem z teorie množin, který tematicky patří do kardinální aritmetiky.

## Jiné významy

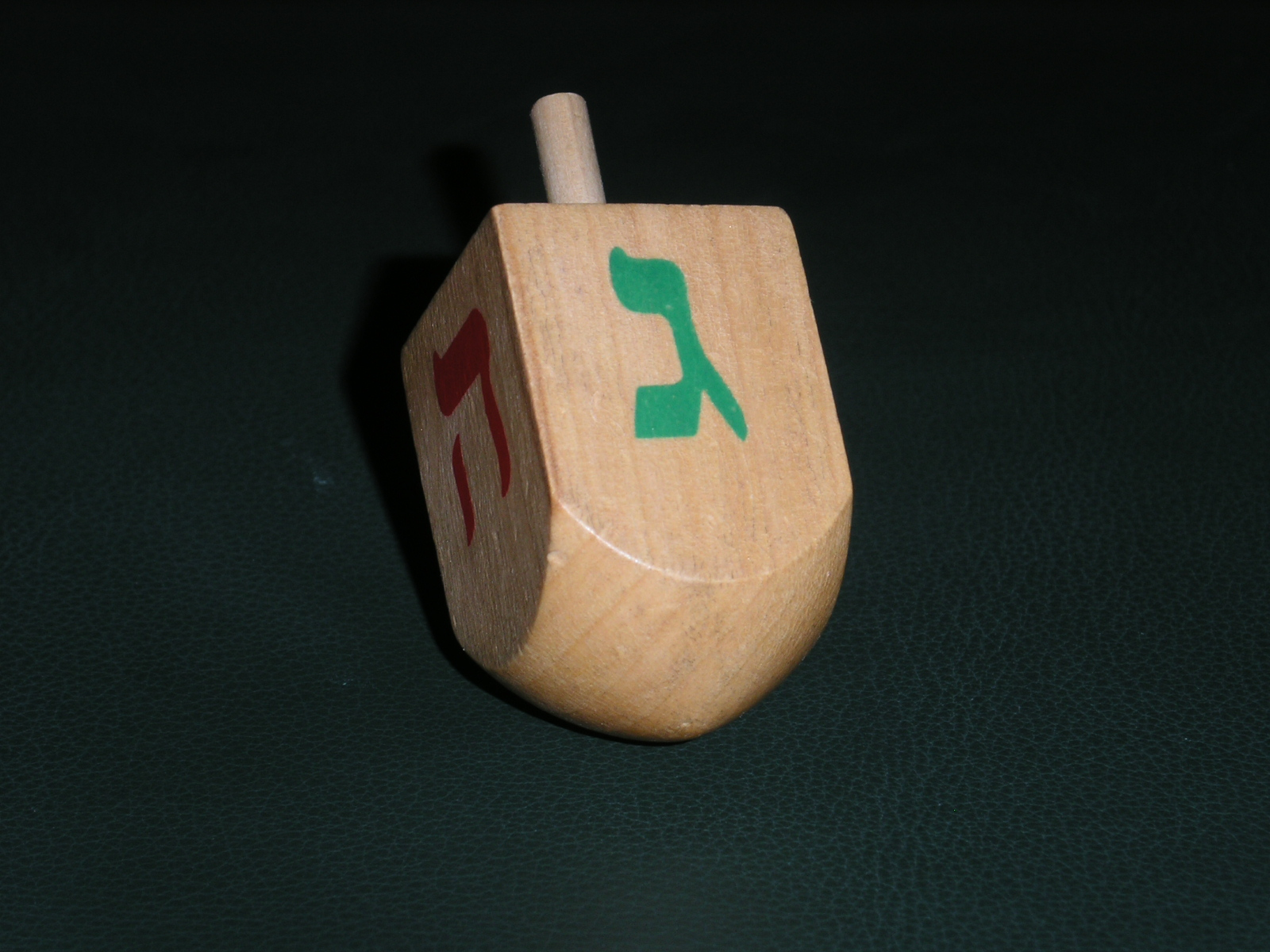
Gimel na chanukovém drejdlu

V hebrejštině a v jidiš se gimel používá jako značka jednotky hmotnosti gram.
Podle kabalistického spisu Sefer Jecira patří gimel do skupiny „sedmi dvojitých“.
Gimel je jedno ze čtyř písmen umístěných na chanukovém drejdlu.

## Prezentace v počítači
Unicode obsahuje kromě základní varianty písmene gimel pouze variantu s dagešem. Varianty s rafe, s gerešem nebo s varikou vlastní pozice nemají, lze je napsat kombinací základního písmene gimel s příslušnou značkou. Matematický symbol gimel je v Unicode rovněž definován.
| Znak            | גּ                               | גּ                               | ℷ            | ℷ            |
| --------------- | ------------------------------- | ------------------------------- | ------------ | ------------ |
| Název v Unicodu | Hebrew letter gimel with dagesh | Hebrew letter gimel with dagesh | Gimel symbol | Gimel symbol |
| Kódování        | dec                             | hex                             | dec          | hex          |
| Unicode         | 64306                           | U+fb32                          | 8503         | U+2137       |
| UTF-8           | 239 172 178                     | ef ac b2                        | 226 132 183  | e2 84 b7     |
| Číselná entita  | &#64306;                        | &#xfb32;                        | &#8503;      | &#x2137;     |